# 독일 본토 방공전
독일 본토 방공전(독일어: Reichsverteidigung 라이히스페르타이디궁[*], 영어: the Defence of the Reich 더 디펜스 오브 더 라이히[*])은 제2차 세계 대전 때 독일 국방군 공군이 수행한 전략방어전을 말한다. 당시 독일 공군의 전략목표는 서방 연합국의 전략폭격이 독일 민간인들과 군수산업 및 민간산업들을 파괴하는 것을 막는 것이었다. 밤낮을 가리지 않은 항공전에 수천 여 기의 항공기들이 동원되었다. 독일 본토 방공전은 역사상 가장 긴 항공전이었으며, 대서양 전투, 연합국의 독일 봉쇄와 함께 제2차 세계대전에서 가장 긴 전역이었다.